# マラコフ
マラコフ （Malakoff）は、フランス、イル・ド・フランス地域圏、オー＝ド＝セーヌ県のコミューン。パリ14区と接している。

## 交通
- 鉄道 - LGV大西洋線が、コミューン内を横切るパリ南部緑地（fr）の地下を通っている。その他パリメトロ13号線

## 由来
1883年11月、マラコフはヴァンヴから分離して誕生した。マラコフの名は、セヴァストーポリ近くにあった監視塔、マラコフ塔にちなむ。クリミア戦争さなかの1855年、この塔を奪ったパトリス・ド・マクマオン将軍は、セヴァストポリを占領した。戦果はフランスはおろかヨーロッパ中で祝われ、開発家のアレクサンドル・ショヴロがパリ南部にマラコフ塔を再現した。この塔は、1870年の普仏戦争時に壊された。敵が塔を占拠した場合、パリが標的となることを恐れてのことであった。

## 歴史

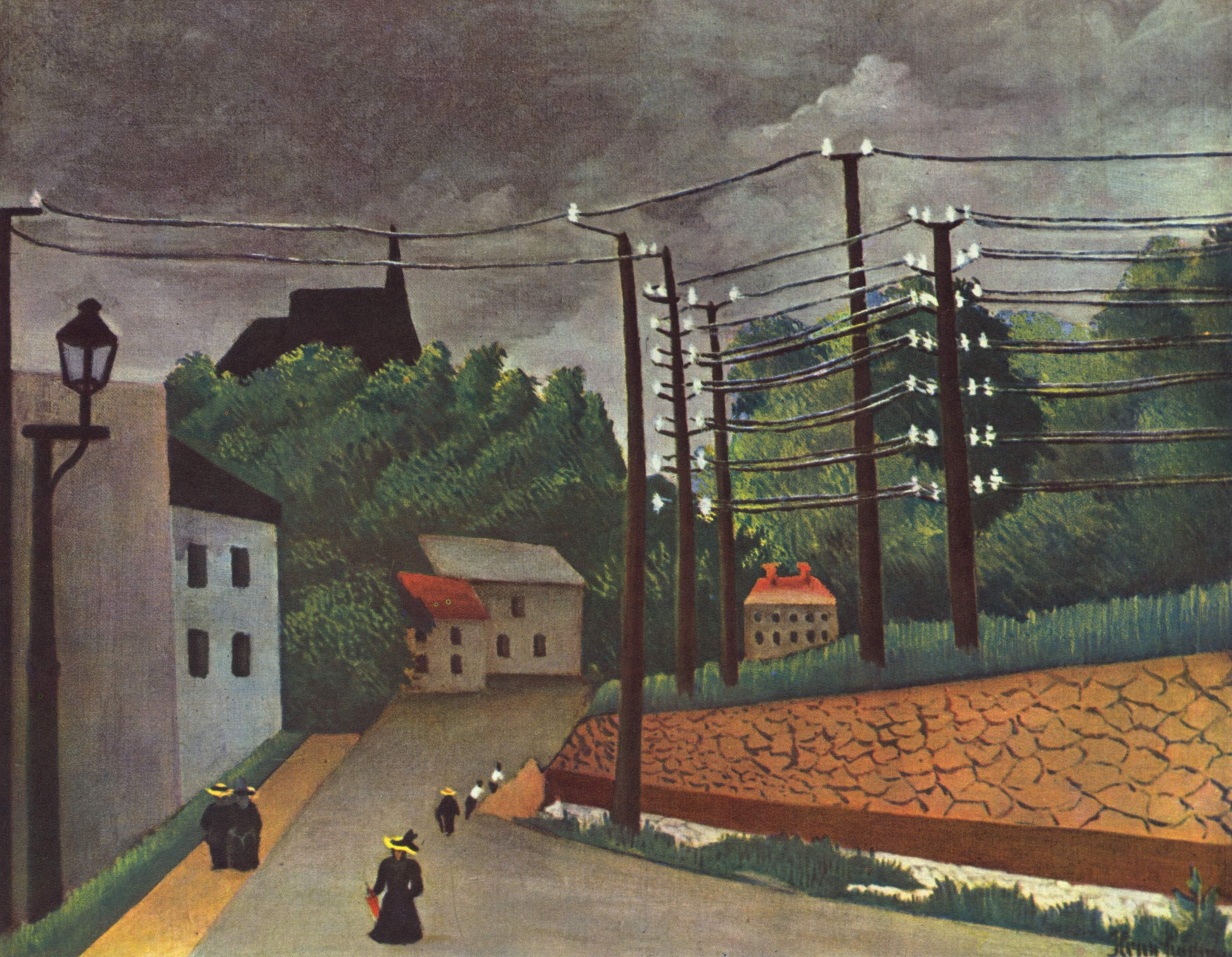
1898年、アンリ・ルソーの描いたマラコフ

マラコフは県内で歴史の浅いコミューンの1つである。18世紀まで、ここはわずか数軒の民家しかない、森が多く小道が横断しているだけの土地だった。この人もまばらな土地は、プティ・ヴァンヴ（Petit Venves）という名で呼ばれ、ヴァンヴの教区に入っていた。
19世紀に入り、パリの豊かな成長にマラコフの石が切り出されて供給され、急速に現在の町の姿へ変わっていった。
地元生まれの開発家、アレクサンドル・ショヴロが一般労働者を対象として、多くの休閑地を売り出した。小さな住宅が立ち並ぶ市街の姿は1850年に完成された。この時、ヌーヴェル＝カリフォルニー（Nouvelle-Californie）と呼ばれていた。

## 姉妹都市
- コルシコ、イタリア

## 関係者
出身者
- ダニエル・ホワイト - 作曲家

居住その他ゆかりある人物
- ソフィ・カル - 現代芸術家。居住